# أنتوني تشونغ
أنتوني تشونغ هو منافس ألعاب قوى ماليزي، ولد في 26 أكتوبر 1940.

## وصلات خارجية
- أنتوني تشونغ على موقع أوليمبيديا (الإنجليزية)